# Desmacella ithystela
Desmacella ithystela är en svampdjursart som beskrevs av Hooper 1984. Desmacella ithystela ingår i släktet Desmacella och familjen Desmacellidae.
Artens utbredningsområde är havet kring Australien. Inga underarter finns listade i Catalogue of Life.